# Balije Franken
Franken was een balije van de Duitse Orde.
De balije Franken bestond omstreeks 1795 uit 15 commanderijen en 18 ridders (na 1791: 19).
De commanderijen in Franken waren aanvankelijk niet verenigd in een balije. Er waren enkele pogingen een balije te vormen onder leiding van Neurenberg en van Regensburg. De landcommandeur wordt voor het eerst vermeld in 1268. 
Sinds 1444 was de balije na een verkiezingsstrijd ten naiwste verbonden met het meesterdom Mergentheim. Door de verbinding met de balije Franken was de Duitsmeester rijkstand en kreitsstand geworden. Voor het Heilige Roomse Rijk gold de balije Franken en het meesterdom als een eenheid. De landcommandeur was niet zoals in de andere balijen het hoofd van de balije, hij functioneerde als een tusseninstantie. In de beleving van de onderdanen was de landcoomandeur in Ellingen het hoofd.
De balije bestond eind derdtiende eeuw uit de commanderijen:
- Ellingen met het voogdijambt Absberg
- Aichach (met Blumenthal)
- Donauwörth (met Lauterbach)
- Gangkofen
- Giengen
- Heilbronn (circa 1225)
- Kapfenburg (veertiende eeuw)
- Mergentheim (met Archshofen)
- Münnerstadt (1240, priestercommanderij)
- Neurenberg (met Hüttenheim en Wolframsch-Eschenbach)(1419: meeste inkomsten en rechten verkocht aan rijksstad Neurenberg
- Obermässing (aanvankelijk deel van commanderij Ellingen)
- Oettingen (voor 1236)
- Regensburg
- Rothenburg (1237)
- Schweinfurt (1263, 1437 verkocht aan rijksstad Schweinfurt)
- Ulm
- Virnsberg (1294)
- Winnenden (1288)
- Würzburg

Daarnaanst bleven een aantal Frankische commanderijen direct vallen onder de Duitsmeester te Horneck. Later stond de balije de commanderijen Mergentheim. In 1444 sloot de balije een verdrag met de Duitsmeester, waardoor de andere balijen hun invloed op het bestuur van de Duitsmeester verloren. Deze situatie duurde tot 1662. 
De commanderij Rothenburg was na de Dertigjarige Oorlog verkocht.
De commanderijen verschilden onderling sterk in karakter, zowel economisch als staatsrechterlijk.
De drie commanderijen Blumenthal, Gankofen en Regensburg waren volledig afhankeijk van het keurvorstedom Beieren.
De commanderijen Ellingen, Neurenberg en Virnsberg en de heerlijkheid Absberg waren daarentegen volledig rijksvrij.
De commanderijen Würzburg en Münnerstadt door de Boerenoorlog van 1525 sterk verzwakt en geheel afhankelijk geworden van het prinsbisdom Würzburg.
Nadat in 1764 de band met het meesterdom was opgeheven, kon de landcommandeur een meer zelfstandige politiek voeren. De zelfstandigheid van de balije werd echter bedreigd door Ansbach-Bayreuth, Beieren en Öttingen. De balije raakte diep in de schulden en op 5 januari 1789 werd de balije volledig ingelijfd bij het meesterdom. In 1796 werd een groot deel van het gebied bij Ansbach-Bayreuth ingelijfd. Protesten van de grootmeester hielpen niet en de keizer verleende geen steun. Ellingen ging verloren, slechts Virnsberg bleef behouden.